# Słowacja na Mistrzostwach Świata w Lekkoatletyce 2015
Słowacja na Mistrzostwach Świata w Lekkoatletyce 2015 – reprezentacja Słowacji podczas Mistrzostw Świata w Pekinie liczyła 16 zawodników, którzy zdobyli jeden złoty medal.

## Występy reprezentantów Słowacji

### Mężczyźni

#### Konkurencje biegowe
| Konkurencja   | Zawodnik      | Runda 1  | Runda 1 | Półfinał | Półfinał | Finał      | Finał   |
| Konkurencja   | Zawodnik      | Rezultat | Pozycja | Rezultat | Pozycja  | Rezultat   | Pozycja |
| ------------- | ------------- | -------- | ------- | -------- | -------- | ---------- | ------- |
| Bieg na 800 m | Jozef Repčík  | 1:48,26  | 28.     | NQ       | NQ       | NQ         | NQ      |
| Chód na 20 km | Anton Kučmín  | —        | —       | —        | —        | 1:27:46    | 44.     |
| Chód na 50 km | Dušan Majdán  | —        | —       | —        | —        | 3:58:57 SB | 30.     |
| Chód na 50 km | Martin Tišťan | —        | —       | —        | —        | DSQ        | DSQ     |
| Chód na 50 km | Matej Tóth    | —        | —       | —        | —        | 3:40:32 SB | złoto   |

#### Konkurencje techniczne
| Konkurencja    | Zawodnik        | Eliminacje | Eliminacje | Finał    | Finał   |
| Konkurencja    | Zawodnik        | Rezultat   | Pozycja    | Rezultat | Pozycja |
| -------------- | --------------- | ---------- | ---------- | -------- | ------- |
| Skok wzwyż     | Matúš Bubeník   | 2,17       | 37.        | NQ       | NQ      |
| Rzut młotem    | Marcel Lomnický | 74,51      | 12. q      | 75,79    | 8.      |
| Rzut oszczepem | Patrik Žeňúch   | 69,31      | 33.        | NQ       | NQ      |

### Kobiety

#### Konkurencje biegowe
| Konkurencja   | Zawodniczka       | Runda 1  | Runda 1 | Półfinał   | Półfinał | Finał    | Finał   |
| Konkurencja   | Zawodniczka       | Rezultat | Pozycja | Rezultat   | Pozycja  | Rezultat | Pozycja |
| ------------- | ----------------- | -------- | ------- | ---------- | -------- | -------- | ------- |
| Bieg na 400 m | Iveta Putalová    | 52,52    | 36.     | NQ         | NQ       | NQ       | NQ      |
| Bieg na 800 m | Lucia Klocová     | 2:01,35  | 24. Q   | 1:59,14 SB | 13.      | NQ       | NQ      |
| Maraton       | Katarína Berešová | —        | —       | —          | —        | 2:37:24  | 22.     |
| Chód na 20 km | Mária Czaková     | —        | —       | —          | —        | 1:36:08  | 30.     |
| Chód na 20 km | Mária Gáliková    | —        | —       | —          | —        | 1:40:06  | 41.     |

#### Konkurencje techniczne
| Konkurencja | Zawodniczka      | Eliminacje | Eliminacje | Finał    | Finał   |
| Konkurencja | Zawodniczka      | Rezultat   | Pozycja    | Rezultat | Pozycja |
| ----------- | ---------------- | ---------- | ---------- | -------- | ------- |
| Skok w dal  | Jana Velďáková   | 6,56       | 17.        | NQ       | NQ      |
| Trójskok    | Dana Velďáková   | 13,76      | 15.        | NQ       | NQ      |
| Rzut młotem | Martina Hrašnová | 68,80      | 18.        | NQ       | NQ      |